# Jason Chaffetz
Jason E. Chaffetz (Los Gatos, 26 marzo 1967) è un politico statunitense, membro della Camera dei Rappresentanti per lo stato dello Utah dal 2009 al 2017.

## Biografia
Nato in California, Chaffetz si laureò alla Brigham Young University e successivamente lavorò per circa dieci anni nel settore pubbliche relazioni di una multinazionale. Prima della nascita di Chaffetz, suo padre John era stato sposato con Kitty Dickson, dalla quale aveva avuto un altro figlio. Dopo il divorzio, Kitty sposò in seconde nozze Michael Dukakis, noto politico democratico.
Inizialmente, anche Chaffetz militò in politica fra le file dei democratici e prese parte alla campagna elettorale di Dukakis per le presidenziali del 1988. Successivamente, le sue posizioni politiche si spostarono sempre più verso destra, finché aderì al Partito Repubblicano.
Nel 2004 venne nominato capo dello staff del governatore Jon Huntsman, Jr., ma l'anno seguente lasciò l'incarico per fondare una società di marketing.
Nel 2008 Chaffetz annunciò la propria candidatura alla Camera dei Rappresentanti, sfidando nelle primarie repubblicane il deputato in carica da dodici anni Chris Cannon. Chaffetz riuscì a sconfiggere nettamente Cannon e successivamente vinse anche le elezioni generali, divenendo così deputato. Negli anni successivi venne riconfermato dagli elettori per altre quattro volte, finché nel 2017 lasciò il seggio prima della scadenza dell'ultimo mandato, accettando un lavoro per l'emittente Fox News.